# Xã Prairie, Quận Washington, Arkansas
Xã Prairie (tiếng Anh: Prairie Township) là một xã thuộc quận Washington, tiểu bang Arkansas, Hoa Kỳ. Năm 2010, dân số của xã này là 4.023 người.